# 河合奈保子全曲集 涙のハリウッド
『河合奈保子全曲集 涙のハリウッド』（かわいなおこ ぜんきょくしゅう なみだのハリウッド）は、河合奈保子の2枚組ベスト・アルバム。1986年5月21日に日本コロムビアから発売された。規格品番は50C31-101～102

## 概要
デビュー曲「大きな森の小さなお家」から「涙のハリウッド」までの24枚のシングル曲の中から21曲が収録されたほか、ベストアルバム『Angel』、『プリズム』に収められた未発表曲5曲も収録された。A面曲のうち、「ムーンライト・キッス」「ストロー・タッチの恋」「微風のメロディー」の3曲は収録が見送られた。
本作のリリースに合わせて、同年5月21日から7月20日まで ″さわやか NAOKO CD フェア″ と称したキャンペーンが行われ、それまでCD化されていなかったアルバム『LOVE』『トワイライト・ドリーム』『ダイアリー』『サマー・ヒロイン』の初CD化が実施された。

## 収録曲

### CD

#### Disc 1
1. 大きな森の小さなお家
作詞：三浦徳子 / 作曲・編曲：馬飼野康二
  - 1枚目のシングルA面曲
2. ヤング・ボーイ
作詞：竜真知子 / 作曲：水谷公生 / 編曲：船山基紀
  - 2枚目のシングルA面曲
3. 愛してます
作詞：伊藤アキラ / 作曲：川口真 / 編曲：船山基紀
  - 3枚目のシングルA面曲
4. 17才
作詞：竜真知子 / 作曲：水谷公生 / 編曲：船山基紀
  - 4枚目のシングルA面曲
5. スマイル・フォー・ミー
作詞：竜真知子 / 作曲：馬飼野康二 / 編曲：大村雅朗
  - 5枚目のシングルA面曲
6. ロンリー・ロンリー
作詞：三浦徳子 / 作曲・編曲：馬飼野康二
  - ベストアルバム『Angel』収録曲
7. 恋のDOKI DOKI TRAIN
作詞：康珍化 / 作曲：服部清 / 編曲：若草恵
  - ベストアルバム『Angel』収録曲
8. ラブレター
作詞：竜真知子 / 作曲：馬飼野康二 / 編曲：若草恵
  - 7枚目のシングルA面曲
9. 愛をください
作詞：松宮恭子・伊藤アキラ / 作曲：松宮恭子 / 編曲：若草恵
  - 8枚目のシングルA面曲
10. 夏のヒロイン
作詞：竜真知子 / 作曲：馬飼野康二 / 編曲：若草恵
  - 9枚目のシングルA面曲
11. 危険な恋人
作詞：康珍化 / 作曲：服部清 / 編曲：若草恵
  - ベストアルバム『プリズム』収録曲
12. 季節はずれの恋人
作詞：秋元康 / 作曲：網倉一也 / 編曲：若草恵
  - ベストアルバム『プリズム』収録曲
13. 虹色ファンタジア
作詞：岡田冨美子 / 作曲：馬飼野康二 / 編曲：若草恵
  - ベストアルバム『プリズム』収録曲

#### Disc 2
1. けんかをやめて
作詞・作曲：竹内まりや / 編曲：清水信之
  - 10枚目のシングルA面曲
2. Invitation
作詞・作曲：竹内まりや / 編曲：大村雅朗
  - 11枚目のシングルA面曲
3. エスカレーション
作詞：売野雅勇 / 作曲：筒美京平 / 編曲：大村雅朗
  - 13枚目のシングルA面曲
4. UNバランス
作詞：売野雅勇 / 作曲：筒美京平 / 編曲：大村雅朗
  - 14枚目のシングルA面曲
5. 疑問符
作詞：来生えつこ / 作曲：来生たかお / 編曲：大村雅朗
  - 15枚目のシングルA面曲
6. コントロール
作詞：売野雅勇 / 作曲：八神純子 / 編曲：鷺巣詩郎
  - 17枚目のシングルA面曲
7. 唇のプライバシー
作詞：売野雅勇 / 作曲：筒美京平 / 編曲：鷺巣詩郎
  - 18枚目のシングルA面曲
8. 北駅のソリチュード
作詞：売野雅勇 / 作曲：筒美京平 / 編曲：萩田光雄
  - 19枚目のシングルA面曲
9. ジェラス・トレイン
作詞：売野雅勇 / 作曲：筒美京平 / 編曲：萩田光雄
  - 20枚目のシングルA面曲
10. デビュー ～Fly Me To Love～
作詞：売野雅勇 / 作曲：林哲司 / 編曲：鷺巣詩郎
  - 21枚目のシングルA面曲
11. ラヴェンダー・リップス
作詞：売野雅勇 / 作曲：林哲司 / 編曲：萩田光雄
  - 22枚目のシングルA面曲
12. THROUGH THE WINDOW～月に降る雪～
作詞・作曲：Peter Beckett / 訳詞：売野雅勇 / 編曲：Tom Keane, Humberto Gatica
  - 23枚目のシングルA面曲
13. 涙のハリウッド
作詞：売野雅勇 / 作曲：林哲司 / 編曲：萩田光雄
  - 24枚目のシングルA面曲